# 伊藤実華
伊藤 実華（いとう みか、3月25日 - ）は、日本の女性声優。東京都出身。

## 略歴
少女時代に憧れていた職業は美容師、ネイルアーティストだった。
3歳から劇団に所属して子役として活動していた。舞台に出演していたが、高校生くらいの時に、劇団のマネージャーに「声優の仕事をしてみない?」と声を掛けられて、初めてオーディションを受けて合格したのがきっかけで声優の世界に入った。
デビュー作は映画の吹き替えで、目の見えない両親を持つ少女役だった。アニメでのデビューはOVA『フリクリ』のニナモリ・エリ役。
かつては劇団若草や有限会社スリートゥリーに所属。2017年4月よりフリーで、2022年までスリートゥリーと一部業務提携契約を継続していた。

## 人物
趣味は音楽鑑賞、髪の毛を切る。資格は硬筆検定4級、食品衛生管理者資格。

## 出演

### テレビアニメ
2000年
- 犬夜叉（2000年 - 2009年、楓〈少女時代〉） - 2シリーズ
- ブギーポップは笑わない Boogiepop Phantom（西亜梨沙）

2001年
- ノワール（ロザリー）

2002年
- アクエリアンエイジ（檸檬）
- OVERMANキングゲイナー（エイファ）

2003年
- キノの旅 -the Beautiful World-（女の子A〈悲しい国〉）

2004年
- 愛してるぜベイベ★★（坂下ミキ）
- Get Ride! アムドライバー（イヴァン・ニルギース幼少期）
- こちら葛飾区亀有公園前派出所（2004年 - 2007年、松尾句一、シートン〈子供時代〉）
- スクールランブル（花井春樹〈幼少時代〉）

2005年
- アイシールド21（虎吉）
- ギャグマンガ日和（2005年 - 2025年、男子トイレの精、パン美先生、フグ子、ダンサー、ヤマトの妹 他） - 5シリーズ
- 銀牙伝説WEED（テル）
- シュガシュガルーン（真部カレン、守山太郎）
- BUZZER BEATER（レニー）

2006年
- ウィッチブレイド（ナォミ）
- おじゃる丸（2006年 - 2011年、遠藤レイラ、春風亭春風）
- 人造昆虫カブトボーグ V×V（2006年 - 2007年、ベネチアンの弟、園児A、東ルリ）
- 蟲師（さき、沢〈幼少時代〉）

2007年
- Over Drive（大和武〈子供時代〉、観客）
- おねがいマイメロディ すっきり♪（らっきょくん）
- ケンコー全裸系水泳部 ウミショー（鳴子朋子）
- BUZZER BEATER（レニー）

2008年
- スケアクロウマン（アイリーン）
- 遊☆戯☆王5D's（ラリー・ドーソン）

2009年
- けいおん!（2009年 - 2010年、田井中聡、クラスメイト〈宮本アキヨ〉、飯田慶子） - 2シリーズ
- 空を見上げる少女の瞳に映る世界（幼いムント）
- 東京マグニチュード8.0
- 毎日かあさん（まあくん）

2010年
- ダンス イン ザ ヴァンパイアバンド（ユヅル）

2011年
- 遊☆戯☆王ZEXAL（幼少の遊馬）

2012年
- パブー&モジーズ（パブー・パンダ）
- ポヨポヨ観察日記

### 劇場アニメ
- 劇場版メタルファイト ベイブレードVS太陽 灼熱の侵略者ソルブレイズ（2010年、幼いヘリオス）
- 映画けいおん!（2011年、田井中聡）

### OVA
- フリクリ（2000年、ニナモリ・エリ）
- デトロイト・メタル・シティ（2008年、ファンC、友人B、DMCファン、客、モモ、リョータの母、客A）

### ゲーム
- いなか暮らし 南の島の物語（2002年、智子）
- カッパの飼い方（2004年、ヒロシ）
- サンデーVSマガジン 集結!頂上大決戦（2009年）
- 遊☆戯☆王ファイブディーズ タッグフォース4（2009年、ラリー・ドーソン）
- 遊☆戯☆王ファイブディーズ タッグフォース6（2011年、ラリー・ドーソン）

### ドラマCD
- ドラマCD ダンス ウィズ ザ ヴァンパイアメイド CDすぺしゃる（2010年、ユヅル）
- っポイ!（天野平）

### ラジオドラマ
- VOMIC いぬまるだしっ（園児）

### 吹き替え

#### 映画
- キャメロット・ガーデンの少女（デヴォン〈ミーシャ・バートン〉）
- サイダーハウス・ルール（メアリーアグネス）
- ジュマンジ（サラ〈幼少期〉）
- デイライト（アシュリー）※テレビ朝日版
- ドガと踊り子（マリー）
- ニルスのふしぎな旅（ニルス）

#### ドラマ
- ザ・フォロイング（ジョーイ・マシューズ）
- サンダーストーン 未来を救え!（ベッキー）
- 地球ドラマチック冒険!北極へ（エミリー、Mの母）
- ドクター・フー（ナンシー）
- 名探偵モンク1#3

### ネット配信
- 清水香里と伊藤実華の我楽多商店!（ニコニコ動画、スリートゥリー我楽多チャンネル、2009年1月30日 - 2009年4月15日）

### 舞台
- アニー（モリー）
- ウィンド・ウィンザ・ウィロー
- 放浪記

### シリーズ一覧
1. ↑  第1作（2000年 - 2001年）、第2作『完結編』（2009年）
2. ↑  第1期（2005年）、第2期『2』（2006年）、第3期『3』（2008年）、第4期『+』（2010年）、第5期『GO』（2025年）
3. ↑  第1期（2009年）、第2期『けいおん!!』（2010年）